# Folldals kommun
Folldals kommun (norska: Folldal kommune) är en kommun i landskapet Østerdalen i Innlandet fylke i östra Norge. Kommunens centralort är tätorten Folldal. 

## Administrativ historik
Folldals kommun bildades 1914 genom en delning av Alvdals kommun. 1970 överfördes ett område med 11 invånare från Dovre kommun. 1978 fastställdes kommungränsen genom fjällområdet Rondane. 1990 överfördes ett obebott område från Sør-Frons kommun.

## Tätorter
I Folldals kommun finns en tätort:
- Folldal (centralort)

## Socknar
Inom Norska kyrkan är Folldals kommun indelad i två socknar:
- Folldals socken
- Øvre Folldals socken

Socknarna ingår i Nord-Østerdals prosteri i Hamars stift.